# Gumatj
Pour les articles homonymes, voir gnn.
Le gumatj (ou gomadj, gumait, gumaj)  est une langue aborigène du nord de l'Australie, faisant partie du groupe des langues yolngu. De nos jours environ 300 personnes seulement parlent cette langue. 
En 2016, 116 personnes déclarent parler le gumatj à la maison.

## Anecdotes
- Le groupe de musique aborigène contemporaine Yothu Yindi chante, entre autres, en gumatj.